# DB 215 sorozat
A DB 215 egy német hidraulikus erőátvitelű dízelmozdony-sorozat volt. 1968-ban kezdt el gyártani a Krupp, a Henschel, a Krauss-Maffei és a MaK. Összesen 150 db készült belőle. A DB 2008-ban kezdte el selejtezni a sorozatot.

## Képgaléria

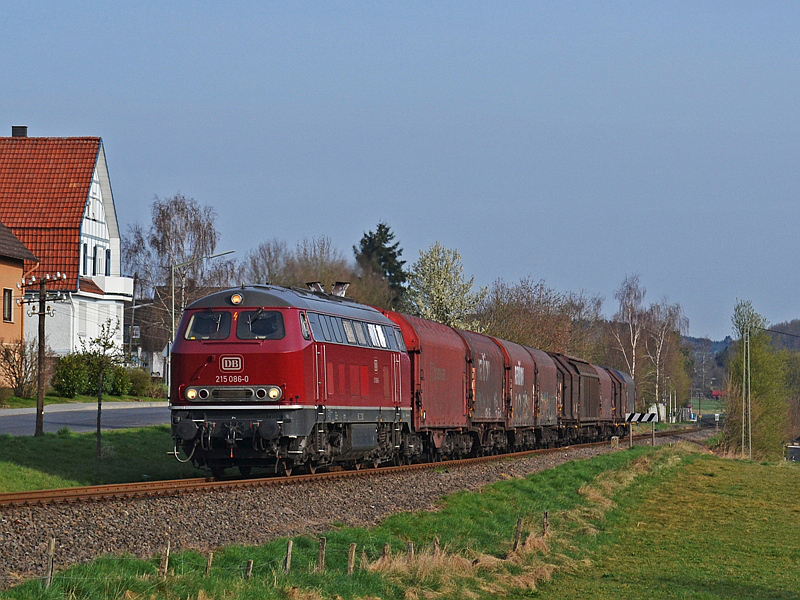
Tehervonattal
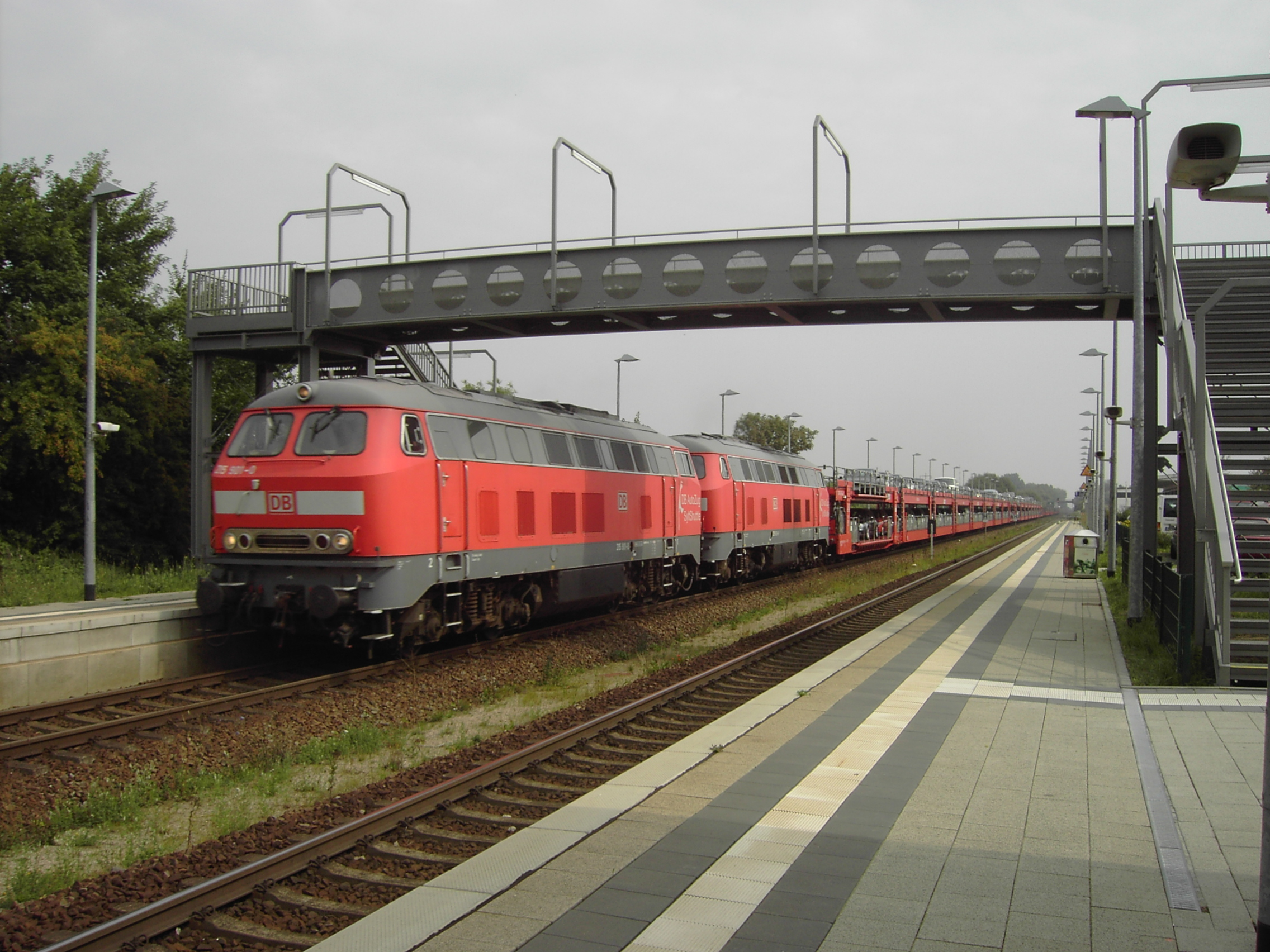
Autószállító ingavonattal csatolt üzemben
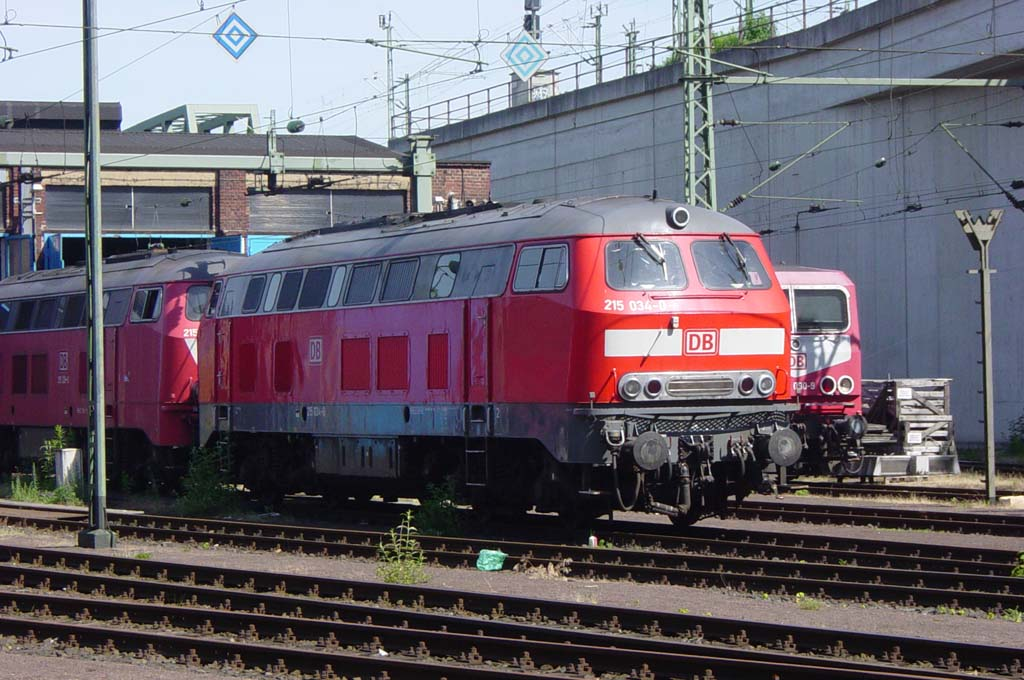
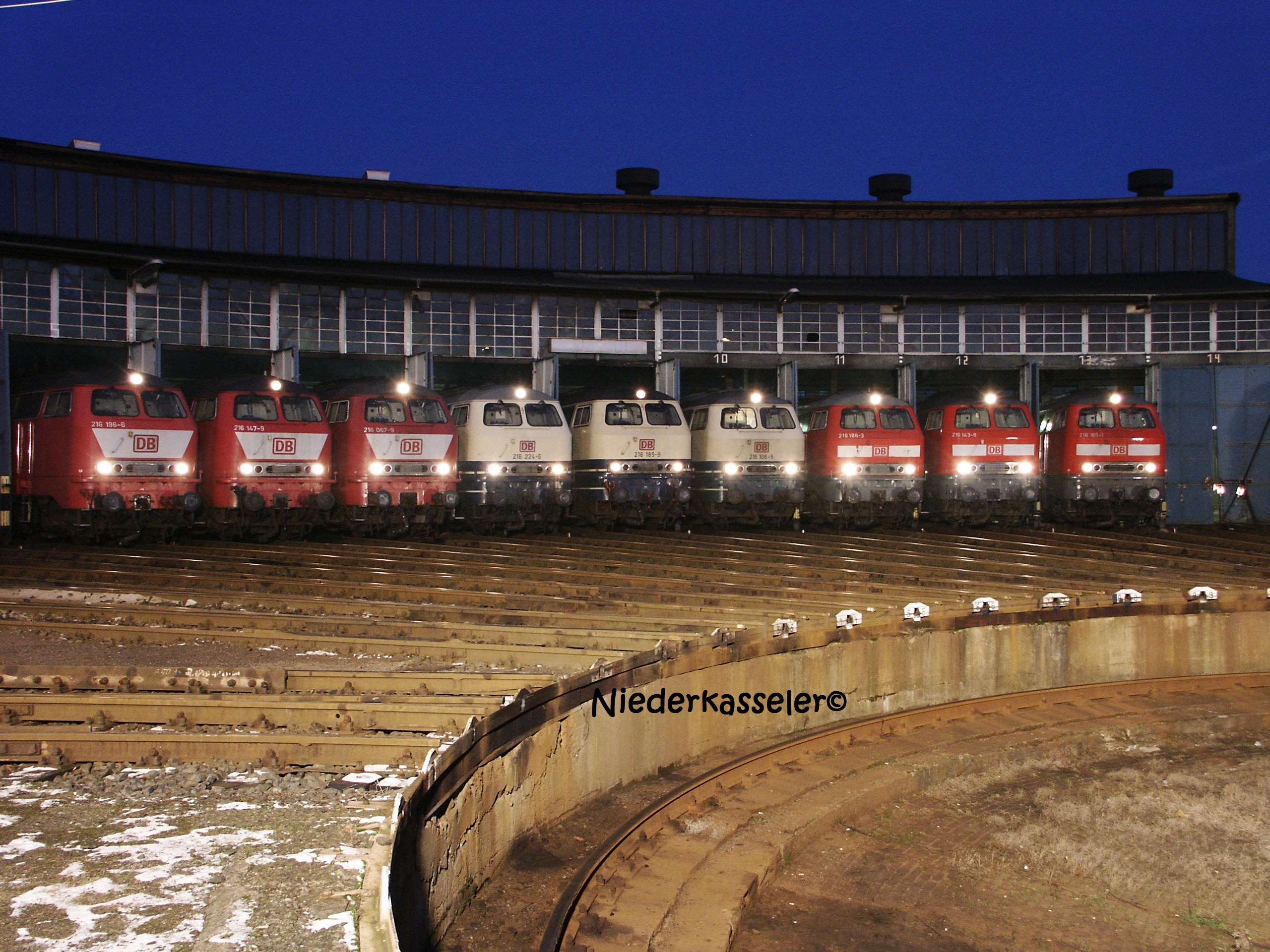
Mozdonyparádé 2003-ban a különböző festési sémájú mozdonyoknak